# زلاتكو مويسوسكي
زلاتكو مويسوسكي مواليد 15 نوفمبر 1981 في ستروغا، جمهورية مقدونيا، هو لاعب كرة يد مقدوني يلعب كجناح أيمن. مثل منتخب مقدونيا لكرة اليد.

## سجل المنافسة
شارك في البطولات التالية:
- بطولة العالم لكرة اليد للرجال 2015
- بطولة أوروبا لكرة اليد للرجال 2014